# Praia a Mare
Praia a Mare is een gemeente in de Italiaanse provincie Cosenza (regio Calabrië) en telt 6409 inwoners (31-12-2004). De oppervlakte bedraagt 22,9 km², de bevolkingsdichtheid is 285 inwoners per km².
De volgende frazioni maken deel uit van de gemeente: Fiuzzi, Foresta, Laccata.

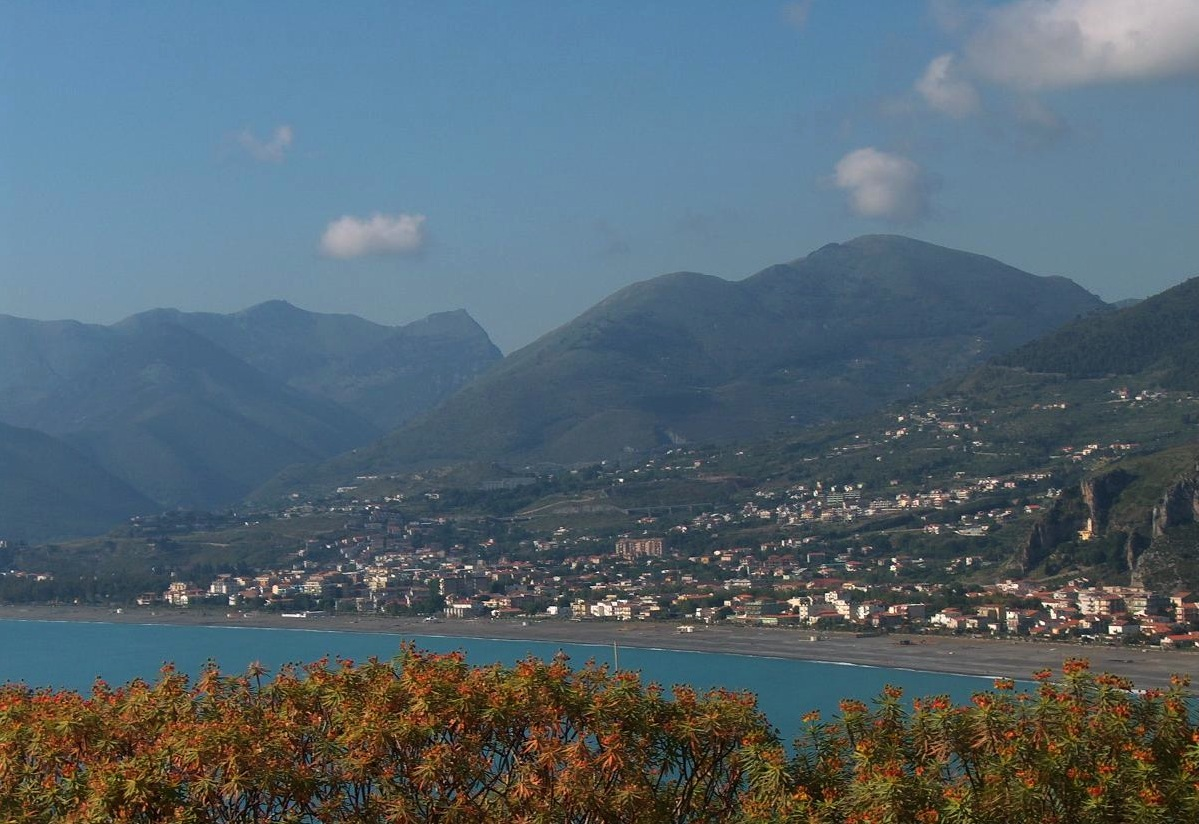
Praia a Mare
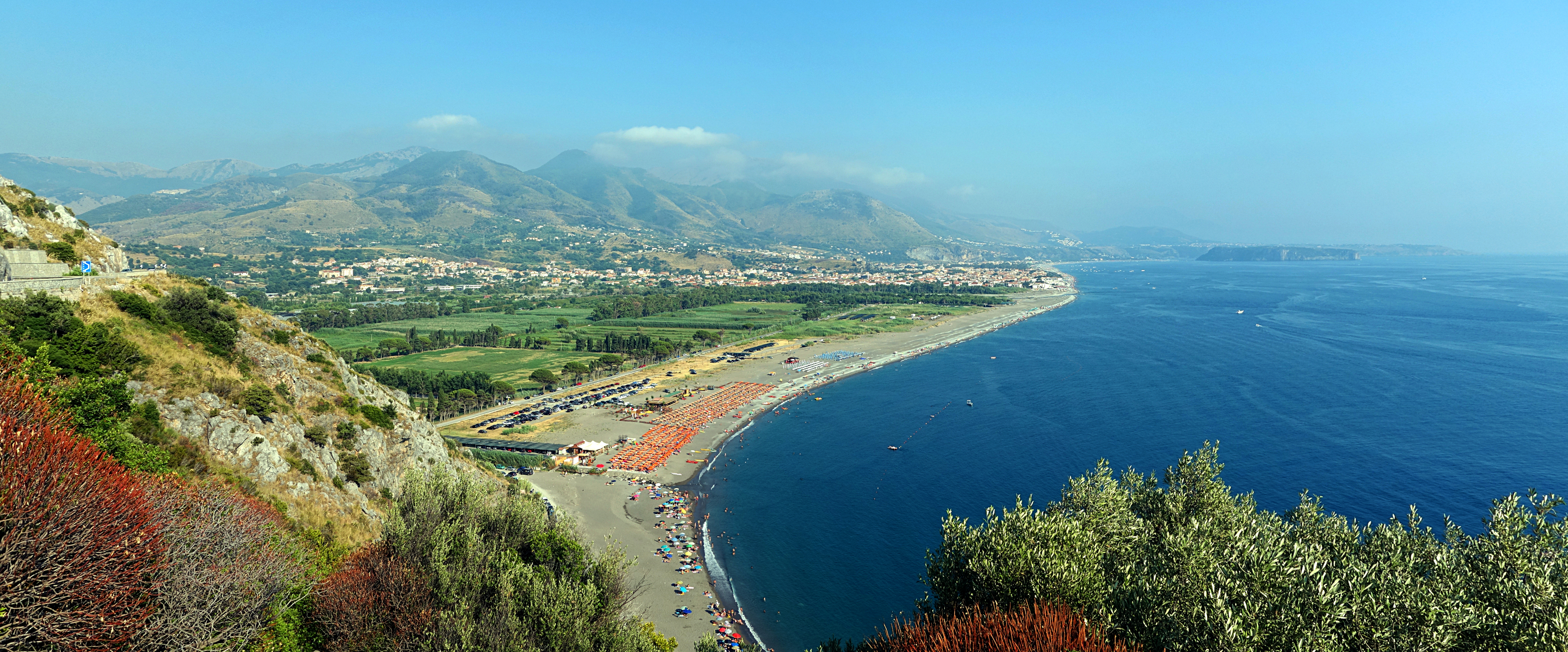
Praia a Mare

## Demografie
Praia a Mare telt ongeveer 2465 huishoudens. Het aantal inwoners steeg in de periode 1991-2001 met 2,4% volgens cijfers uit de tienjaarlijkse volkstellingen van ISTAT.
| Jaar | Inwoneraantal |
| ---- | ------------- |
| 1991 | 6134          |
| 2001 | 6282          |

## Geografie
De gemeente ligt op ongeveer 5 m boven zeeniveau.
Praia a Mare grenst aan de volgende gemeenten: Aieta, Papasidero, San Nicola Arcella, Santa Domenica Talao, Tortora.